# Monopylephorus aucklandicus
Monopylephorus aucklandicus is een ringworm uit de familie van de Naididae. De wetenschappelijke naam van de soort is voor het eerst geldig gepubliceerd in 1909 door Benham.